# 史契聽利圖
史契聽利圖（西拉雅語：Schytinglitto），是台灣西拉雅族傳說中的惡魔，被祂纏身的人就會生病。

## 傳說
史契聽利圖沒有形體，算是一種惡靈，祂會讓自己盯上的人生病。如果有人被纏上了，就要請伊尼婆（Inibs，女祭司）來驅魔。
另外，史契聽利圖害怕竹子。

## 驅魔
為了驅趕史契聽利圖，伊尼婆會先獻祭請求天神保佑，然後拿著一把刀和一壺酒、帶著年輕的勇士在房屋裡搜捕，一發現目標時就大吼大叫，將對方驅趕到有水流的附近或是森林裡，喝了一口酒後再把剩下的酒丟出去，並且豎起一根竹竿讓祂不敢靠近。
如果病情沒有好轉的話，伊尼婆會在房舍外圍挖很多洞，拿出預藏的毛髮，聲稱那些是惡靈的毛、而自己已經取下惡靈的頭，並且大吼著趕走惡靈。